# Гвардия (футбольный клуб, Душанбе)
«Гвардия» — ныне не существующий таджикский футбольный клуб из Душанбе. В 2007-2009 и 2011-2012 годах выступал в Высшей лиге Таджикистана.

## История
Основан не позднее 2005 года. В сезоне-2005 был в числе аутсайдеров Первой лиги Таджикистана, а в 2006 году занял в турнире второе место, не проиграв ни одного матча.
В 2007 году дебютировал в Высшей лиге, но выступление было крайне неудачным — 1 победа в 20 матчах и предпоследнее место. В сезонах-2008 и 2009 «Гвардия» занимала 9-е место в таблице.
В 2010 году клуб снова выступал в Первой лиге, где оказался середняком. Тем не менее, в сезоне-2011 «Гвардия» была включена в число участников Высшей лиги, где заняла последнее, 11-е место. В 2012 году была предпоследней, но стала полуфиналистом Кубка Таджикистана.
По окончании сезона-2012 взрослая команда была расформирована, однако клуб продолжил существовать на детско-юношеском уровне.

## Тренеры
- Мифтахов Рашид Вагизович (2009)[2]
- Капуста Сергей Валентинович (2011—2012)[3]

## Таблица выступлений
| Год  | Лига   | Место    | И  | В | Н | П  | Мячи   | Бомбардир              |
| ---- | ------ | -------- | -- | - | - | -- | ------ | ---------------------- |
| 2005 | Первая | 6 из 8   | 14 | 3 | 1 | 10 | 26-35  | ?                      |
| 2006 | Первая | 2 из 9   | 16 | 9 | 7 | 0  | 32-7   | Фарход Норбоев — 7     |
| 2007 | Высшая | 10 из 11 | 20 | 1 | 3 | 16 | 13-52  | ?                      |
| 2008 | Высшая | 9 из 11  | 40 | 7 | 7 | 26 | 34-82  | Тимур Нурматов — 5     |
| 2009 | Высшая | 9 из 10  | 18 | 2 | 2 | 14 | 10-55  | Фарход Норбоев — 3     |
| 2010 | Первая | 9 из 14  | 26 | 8 | 6 | 12 | 46-60  | ?                      |
| 2011 | Высшая | 11 из 11 | 40 | 3 | 3 | 34 | 32-151 | Абдурасул Рахмонов — 8 |
| 2012 | Высшая | 12 из 13 | 24 | 4 | 0 | 20 | 18-72  | Абдурасул Рахмонов — 6 |